# Josep Martí i Blanch
Josep Martí i Blanch (L'Ametlla de Mar, 1970) és un periodista català que escriu a La Vanguardia i El Confidencial i que també ha col·laborat a El Periódico, l'ARA, Diari de Tarragona i Comunicació21. També participa regularment en programes d'opinió de diferents mitjans audiovisuals com El món a RAC1 de la cadena RAC1. L'any 2008 va publicar Ets de dretes i no ho saps (L'Arquer) i en 2018 Cómo ganamos el proceso y perdimos la república (ED Libros). Des de febrer del 2011 a gener del 2016 va exercir de secretari de Comunicació del Govern de Catalunya. Així mateix, va presidir l'Agència Catalana de Notícies, el Consell Editorial de la Generalitat de Catalunya i la Comissió Assessora sobre la Publicitat Institucional. És professor de comunicació de crisi i reputació corporativa a la Facultat Blanquerna de la Universitat Ramon Llull. És el propietari de l'agència de comunicació Mapa-Media, que actualment dirigeix Anna Cerdà.
Es va iniciar en el món del periodisme al diari lleidatà La Mañana i posteriorment al diari AVUI. L'any 1996 s'incorpora com a cap de gabinet de la Subdelegació del Govern a Tarragona. Posteriorment exerceix de director de comunicació de la filial espanyola de Schneider Electric.
És llicenciat en Ciències de la Comunicació per la UAB i va complementar la seva formació amb un Programa de Direcció General a IESE.
Considerat proper al Partit Popular Català durant l'etapa dirigida per Josep Piqué i Camps.